# Robert Alexander Hillingford
Robert Alexander Hillingford (* 28. Januar 1828 in Clapham (London); † 1904 in London) war ein britischer Maler der Düsseldorfer Schule.

## Leben
Als Kind erhielt Hillingford Kunstunterricht in Boulogne-sur-Mer. In den Jahren 1841 bis 1845 studierte er Malerei an der Kunstakademie Düsseldorf unter Karl Ferdinand Sohn, außerdem in München, Rom und Florenz. In Rom war er von 1845 bis 1866 Mitglied des Deutschen Künstlervereins, an dessen „Cervarofesten“ er sich aktiv beteiligte. Das Fest des Jahres 1856 hielt er auf einem Ölgemälde fest, das er zusammen mit Charles Quaedvlieg schuf. Seine Darstellung der „Schillerfeier“ des Deutschen Künstlervereins erschien 1859 in der Illustrirten Zeitung. Am 23. Juni 1858 heiratete er das Modell Chiara Cervi-Bucilli. Ein Bild seiner römischen Periode wurde 1859 in Sankt Petersburg ausgestellt. 1864 kehrte er nach England zurück. 1866 hatte er seine erste Londoner Ausstellung in der Royal Academy of Arts, wo er in der Folgezeit regelmäßig ausstellte, ebenso in anderen Galerien. Die Kunstakademie Sankt Petersburg würdigte ihn durch eine Ehrenmitgliedschaft.

## Werk
Hillingford war ein Genre- und Historienmaler. Nachdem er in Italien  vorzugsweise Motive des italienischen Volkslebens gemalt hatte, wandte er sich in seinem Heimatland dem „historischen Genre“ zu. Szenen aus den Befreiungskriegen und aus anderen Kriegen waren seine Spezialität, wobei er den Kostümen der darzustellenden Figuren besondere Aufmerksamkeit widmete.

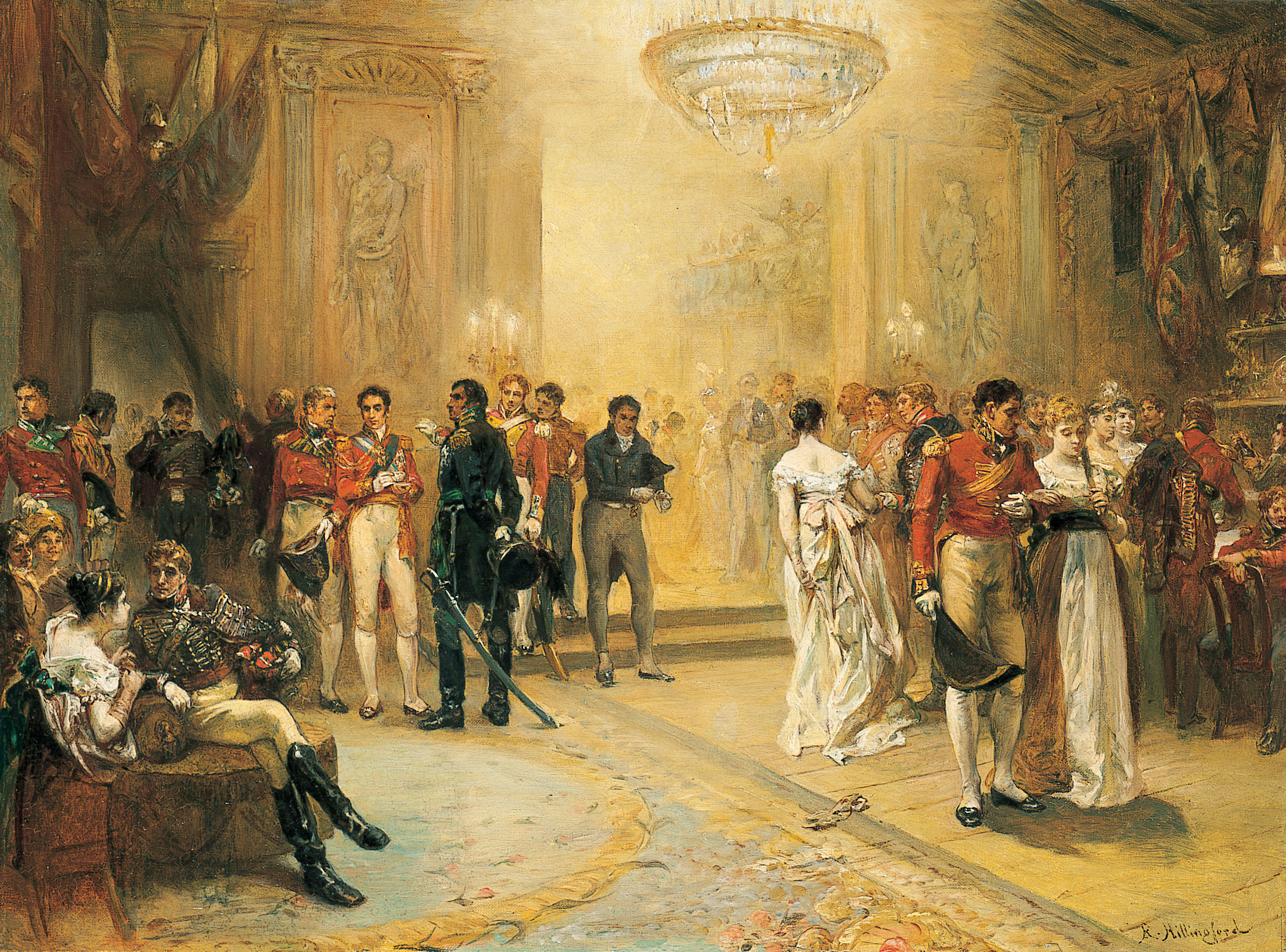
The Duchess of Richmond’s Ball
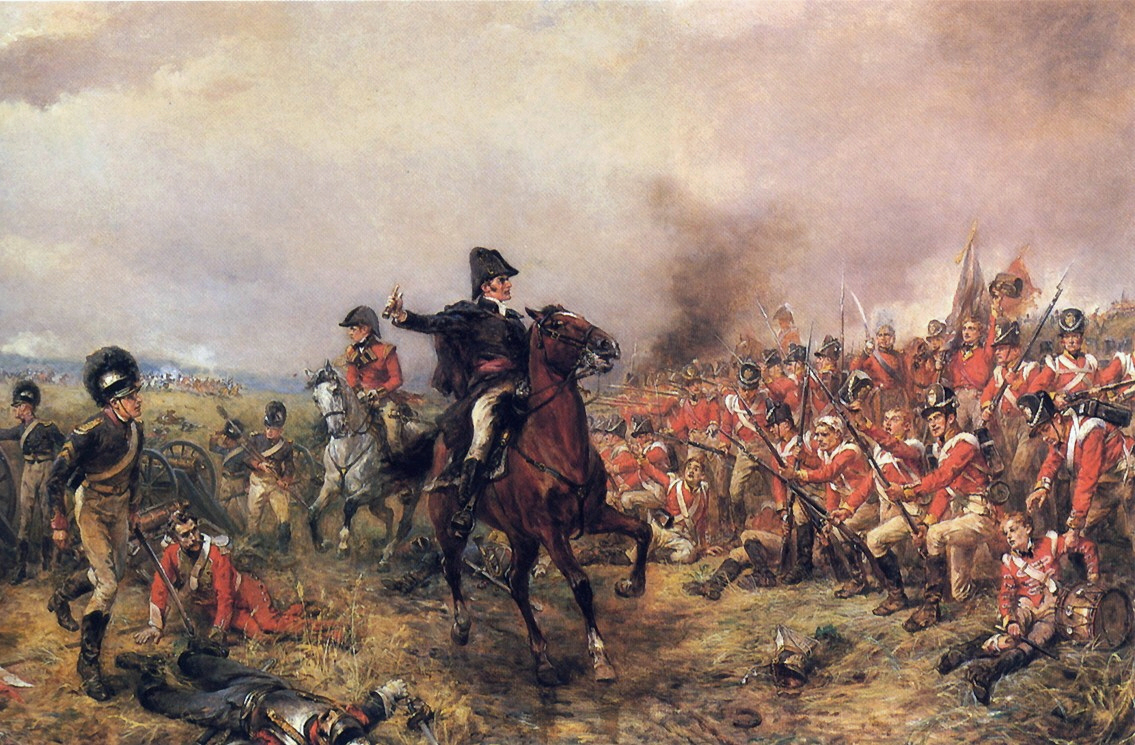
Wellington at Waterloo
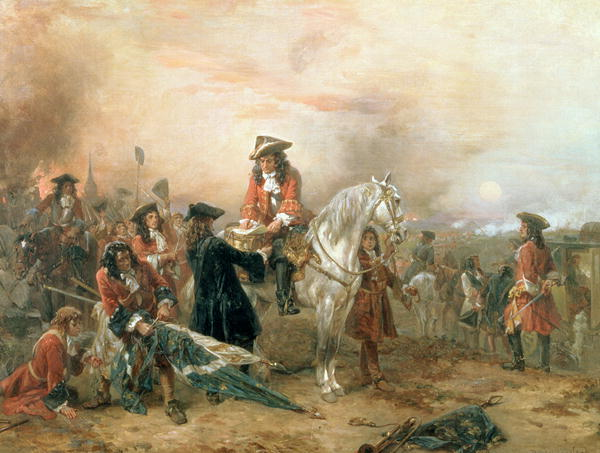
The Duke of Marlborough Signing the Despatch at Blenheim